# 王莘 (北宋)
王莘（？—？），一說是王萃，字子野，後改字樂道。汝陰（今安徽阜陽）人，北宋政治人物。
周易博士王昭素之後代。從歐陽修學文，從王安石、王回、常秩等學經。治平四年進士及第，初授安州應城尉。後入滕元發幕府逾十年之久。元祐年間，坐黨籍謫官湖外；紹聖初年，任工部郎中。元符年間，因曾布推薦，起用王莘爲曹郎中。大觀元年任江州知府，大觀末回京任職，政和中期退休，閒居汝陰。卒於宣和四年前。有子王銍。